# Vietbao.vn
Vietbao.vn là trang tổng hợp thông tin trực thuộc Trung tâm Báo chí và Hợp tác Truyền thông Quốc tế (CPI) - Cục Thông tin đối ngoại - Bộ Thông tin và Truyền thông Việt Nam. Đây là một trong những website tổng hợp thông tin tiếng Việt từ hơn 30 nguồn chính thức của các báo điện tử và trang tin điện tử Việt Nam, tuy vậy cũng bị kiện cáo nhiều lần với lý do lấy cắp thông tin từ các báo khác mà chưa xin phép.

## Lịch sử và xếp hạng
Vietbao.vn được thành lập năm 2008 và nay thuộc Trung tâm Báo chí và Hợp tác Truyền thông Quốc tế (CPI) - Cục Thông tin đối ngoại - Bộ Thông tin và Truyền thông Việt Nam. Theo DoubleClick Ad Planner, Vietbao.vn đứng hạng thứ 975 trong danh sách "Top 1000 sites - DoubleClick Ad Planner". Theo trang web Alexa (alexa.com), Vietbao.vn được đánh giá xếp hạng thứ 41 tại Việt Nam về số lượt truy cập.

## Các chuyên mục chính
Vietbao.vn có 16 chuyên mục: Xã hội, Thế giới, Kinh tế, Thế giới giải trí, Bóng đá, Văn hóa, Thể thao, Thế giới trẻ, An ninh - Pháp luật, Đời sống, Sống đẹp, Sức khỏe, Tuyển sinh, Giáo dục, Khoa học, Công nghệ, Ôtô - Xe máy, Bạn đọc viết, Cười, Du lịch.

## Cấu trúc
Phần tin bài của Vietbao.vn được chia thành hệ thống mục và mục nhỏ bao gồm các tính chất:
- Tin Nóng (nổi bật): nội dung mang tính thời sự hay những vấn đề đang được nhiều người đọc quan tâm chú ý, được lưu ý và có ảnh hưởng cần ghi nhớ lâu dài.
- Đọc nhiều: được đánh giá dựa trên số lần đọc và quan tâm của người đọc, một bài được đọc càng nhiều thì sẽ càng được xếp hạng cao.
- Bài hình nổi bật trang nhất: loại bài nổi bật về nội dung và bao gồm các lưu trữ media, hình ảnh, video.
- Bài hình slide: là những tin bài có nội dung chuyên sâu, hình ảnh đẹp, nổi bật trong ngày
- Bài viết thông thường: bài không thuộc những loại trên.
- Thông tin khuyến mại: Box những bài mang tính chất khuyến mại, có ích và hướng đến người đọc
- Buôn chuyện: Nội dung mang tính chất chia sẻ, tư vấn, mẹo vặt cho người đọc

## Chỉ trích

### Vi phạm Luật Báo chí của Việt Nam
Trước khi đổi chủ sở hữu sang Trung tâm Báo chí và Hợp tác Truyền thông Quốc tế, trang web Vietbao.vn nằm dưới quyền sở hữu của Công ty Cổ phần Thương mại - Dịch vụ Bình Hoàng (số giấy phép kinh doanh: 4103005729 do Sở Kế hoạch - Đầu tư Thành phố Hồ Chí Minh cấp ngày 18 tháng 12 năm 2006), lúc đầu có trụ sở tại thành phố Hồ Chí Minh nhưng sau đó chuyển ra Hà Nội.
Theo báo Sài Gòn Giải phóng, Vietbao.vn "đã sử dụng trái phép hàng chục ngàn tác phẩm báo chí của các báo: Sài Gòn Giải phóng, Lao động, Thanh niên, Tuổi trẻ, Tiền phong." Tháng 6 năm 2008, trang tin điện tử này bị Cục Báo chí, Bộ Thông tin và Truyền thông Việt Nam kết luận vi phạm nghiêm trọng Luật Báo chí của Việt Nam. Cụ thể, "trang tin điện tử Vietbao.vn với tên miền www.vietbao.vn đã và đang cung cấp thông tin lên mạng Internet khi chưa được cơ quan có thẩm quyền cho phép.".
Ngày 9 tháng 7 năm 2008, Thanh tra Bộ Thông tin và Truyền thông Việt Nam ra quyết định đình chỉ hoạt động của trang điện tử Vietbao.vn, xử phạt 25 triệu đồng Việt Nam đối với công ty Bình Hoàng và đề nghị Trung tâm Internet Việt Nam (VNNIC) thu hồi tên miền "Vietbao.vn".

### Bị yêu cầu ngừng lấy tin bài
Sau khi thi hành án phạt, trang web Vietbao.vn đổi chủ sang Trung tâm Báo chí và Hợp tác Truyền thông Quốc tế (CPI) thuộc Cục Thông tin đối ngoại, Bộ Thông tin và Truyền thông Việt Nam và tiếp tục hoạt động.
Ngày 7 tháng 3 năm 2013, ban biên tập báo điện tử Năng lượng Mới (petrotimes.vn) gửi công văn đến cơ quan chủ quản của trang tin điện tử Vietbao.vn để yêu cầu trang này chấm dứt lấy tin bài của báo Năng lượng Mới. Theo báo này, Vietbao.vn không chỉ lấy tin bài của họ mà còn lấy bài viết của nhiều báo khác để đăng lại và chèn quảng cáo kinh doanh.
Theo Năng lượng Mới, Vietbao.vn tự động lấy nhiều tin bài của các báo điện tử khác và nhiều độc giả đã "nhầm tưởng" trang tin này cũng là một "tờ báo". Lượt đọc trên Vietbao đối với mỗi bài viết cao hơn hẳn lượt đọc trên trang gốc dù đây mới là nơi sản xuất tin bài.

## Hoạt động trở lại
Tháng 2 năm 2020, Việt Báo hoạt động trở lại với giấy phép số 148/GP-TTĐT.